# Heinz Brandt
Generalmajor Heinz Brandt (11 de março de 1907 - 21 de julho de 1944) foi um oficial da Wehrmacht alemã que serviu durante a Segunda Guerra Mundial como ajudante do Generalleutnant Adolf Heusinger, que era chefe de operações de uma unidade do Estado-Maior. Ele ficou conhecido por ter ganhado uma medalha de ouro na modalidade de Hipismo durante a Olimpíada de Berlim em 1936. Ele também ganhou notoriedade por ter possivelmente salvado a vida do ditador alemão Adolf Hitler ao mover para longe do Führer a maleta com explosivos plantada pelo Coronel Claus von Stauffenberg durante o atentado de 20 de julho.